# Rouhollah Askari
Rouhollah Askari Gandmani (persisch روح‌الله عسگری‎, * 8. Januar 1982 in Boroudjen) ist ein ehemaliger iranischer Hürdenläufer, der sich auf die 110-Meter-Distanz spezialisiert hatte.

## Sportliche Laufbahn
Erste internationale Erfahrungen sammelte Rouhollah Askari im Jahr 1999, als er bei den Juniorenasienmeisterschaften in Jakarta in 14,55 s die Silbermedaille über 110 m Hürden gewann. Anschließend schied er bei den Jugendweltmeisterschaften im polnischen Bydgoszcz mit 14,33 s in der ersten Runde aus und verpasste auch im Weitsprung mit 6,58 m den Finaleinzug. 2003 kam er bei den Asienmeisterschaften in Manila mit 14,15 s nicht über die Vorrunde hinaus und im Jahr darauf gewann er bei den erstmals ausgetragenen Hallenasienmeisterschaften im heimischen Teheran in 7,82 s die Silbermedaille über 60 m Hürden hinter dem Chinesen Wu Youjia und stellte mit dieser Zeit einen neuen iranischen Landesrekord auf. 2005 gewann er bei den Islamic Solidarity Games in Mekka in 13,92 s die Bronzemedaille über 110 m Hürden hinter dem Saudi-Araber Mubarak Ata Mubarak und Todd Matthews-Jouda aus dem Sudan und anschließend nahm er an der Sommer-Universiade in Izmir teil und belegte dort in 13,93 s den siebten Platz. Daraufhin gewann er bei den Asienmeisterschaften in Incheon in 13,89 s die Bronzemedaille hinter den Chinesen Liu Xiang und Shi Dongpeng und startete dann bei den Westasienspielen in Doha und sicherte sich dort in 14,42 s die Silbermedaille hinter dem Saudi-Araber Bader al-Buainain.
2007 gelangte er bei den Asienmeisterschaften in Amman nach 14,20 s auf den achten Platz und anschließend schied er bei den Studentenweltspielen in Bangkok mit 14,42 s in der ersten Runde aus. 2009 startete er bei den Hallenasienspielen in Hanoi, kam dort aber im Vorlauf nicht ins Ziel. Im Jahr darauf nahm er dann an den Asienspielen in Guangzhou teil und konnte dort sein Rennen im Finale nicht beenden. 2012 klassierte er sich bei den Hallenasienmeisterschaften in Hangzhou mit 8,01 s auf dem fünften Platz über 60 m Hürden und im August nahm er an den Olympischen Spielen in London teil, kam dort aber mit 13,97 s nicht über die Vorrunde hinaus. Im Juni 2013 bestritt er in Teheran seinen letzten offiziellen Wettkampf und beendete daraufhin seine aktive sportliche Karriere im Alter von 31 Jahren.
In den Jahren 2005 und 2007 wurde Askari iranischer Meister im 110-Meter-Hürdenlauf sowie 2004 Hallenmeister über 60 m Hürden.

## Persönliche Bestleistungen
- 100 m Hürden: 13,50 s (+0,1 m/s), 1. Juli 2012 in Almaty (iranischer Rekord)
  - 60 m Hürden (Halle): 7,82 s, 8. Februar 2004 in Teheran (iranischer Rekord)